# Eucera birkmanniella
Eucera birkmanniella är en biart som först beskrevs av Cockerell 1906.  Eucera birkmanniella ingår i släktet långhornsbin, och familjen långtungebin. Inga underarter finns listade i Catalogue of Life.